# Baykar Makina
Baykar Makina (у деяких джерелах — Baykar defence або Baykar) — турецька військова компанія, заснована в 1986 році як підприємство зі збирання автомобільних компонентів, але починаючи з 2000 року акцент було зміщено на виробництво БПЛА.

## Історія
Заснована в 1986 Оздеміром Байрактаром. Спочатку концентрувалася на виробництві запчастин для автомобілів: двигунів, помп та запчастин. Метою компанії було забезпечення локалізації автомобілебудування в Туреччині.
У 2000-х почала розвиватись на ринку авіабудування і почала розробку власних моделей БПЛА. Для цього був побудований власний R&D центр. Поступово змогла створити перші дослідні зразки, опанувати виробництво авіаційних компонентів та долучитися до військових проектів турецької армії. Поступово авіабудування стало основним напрямком компанії і витіснило всі інші напрямки. Зараз є потужним виробником як для внутрішнього ринку Туреччини, так і на експорт різних типів військових БПЛА та озброєння до них.
З 2018 року почала експорт Bayraktar TB2 до Катару та України, а у 2020-му — до Азербайджану, у 2021-мупідписано контракт на поставку цієї продукції до Польщі.
У 2020 почала розробку літаючих автомобілів.
У 2021 році українські військові вперше у війні на Донбасі застосували ударний безпілотник Bayraktar TB2. Пізніше Bayraktar TB2 активно використовували Сили оборони України під час російського вторгнення з 2022 року.

### Завод в Україні
У вересні 2022 року компанія представила проєкт заводу на території України площею понад 30 тис. кв. метрів, кількість працівників якого складатиме понад 300 осіб.
30 вересня 2023 року гендиректор Baykar Халук Байрактар, повідомив, що компанія має намір інвестувати в Україну 100 млн доларів. Гроші підуть на три проекти, серед яких — завод, що побудують за 1,5 роки. За його словами, у планах залучити на роботу щонайменше 300 осіб. Виробництво дронів буде самодостатнім, екологічним і взаємовигідним для України та Туреччини. На початку лютого 2024 року гендиректор Халюк Байрактар повідомив, що завод у процесі будівництва й потребує 12 місяців на завершення. Компанія планує залучити 500 працівників і виготовляти 120 безпілотників (імовірно, TB2 або TB3) на рік.

## Продукція
- Bayraktar TB1
- Bayraktar TB2
- Bayraktar Mini UAV
- Bayraktar Akıncı
- Bayraktar TB3
- Bayraktar Kızılelma
- Bayraktar VTOL

## Міжнародний бойкот
Безпілотники Baykar були використані азербайджанською армією у війні за Нагірний Карабах у 2020 році, що призвело до низки бойкотів з боку міжнародних компаній, у яких Baykar раніше купував продукцію. Внутрішнє виробництво безпілотників до цієї війни покладалося на імпортовані та регульовані компоненти та технології, такі як двигуни з Австрії (виробництва Rotax), паливні системи (виробництва Andair) та ракетна стійка (виробництва EDO MBM з Великої Британії, оптоелектроніка (датчики FLIR, імпортовані від Wescam в Канаді або Hensoldt в Німеччині). Експорт двигунів був зупинений, коли канадській Bombardier, власнику Rotax, стало відомо про військове використання їхніх двигунів для рекреаційних літаків. У жовтні 2020 року експорт канадської продукції Wescam (оптика та сенсори) був обмежений МЗС Канади. Дізнавшись, що їхня продукція використовується для створення бойових безпілотників, британська авіабудівна компанія Andair, що базується в Гемпширі, оголосила про припинення всіх продажів Baykar Makina 11 січня 2020 року. Британський виробник став останньою компанією, яка припинила продаж обладнання до Туреччини після того, як її компоненти були знайдені в безпілотниках, збитих під час війни в Нагірному Карабасі.
Турецька промисловість відреагувала на бойкот іноземних продажів, оголосивши про надання вітчизняних альтернатив "Байкару" - двигун PD170 (Turkish Aerospace Industries),] оптична камера (система Aselsan CATS), та паливний клапан (Aselsan). Турецький дослідник оборонної промисловості Кадір Доган написав у Твіттері, що припинення продажів компонентів для Baykar іноземними компаніями не становить великої проблеми, і що станом на січень 2021 року всі ці компоненти були замінені на альтернативи місцевого виробництва.

## Цікавинки
У червні 2022 року в Україні був запущений проєкт збору коштів «Народний Байрактар», в рамках якого за три дні вдалося зібрати кошти на чотири БПЛА компанії шляхом пожертв., втім, дізнавшись про це, компанія вирішила передати Україні бажану кількість своєї продукції безкоштовно, попросивши натомість спрямувати зібрані кошти на інші потреби українського народу у боротьбі з російською навалою.
У липні того ж року компанія зробила подібний жест щодо коштів, зібраних на придбання одного Bayraktar TB2 для української армії у Польщі, попросивши спрямувати зібрані кошти на гуманітарну допомогу.

## Галерея

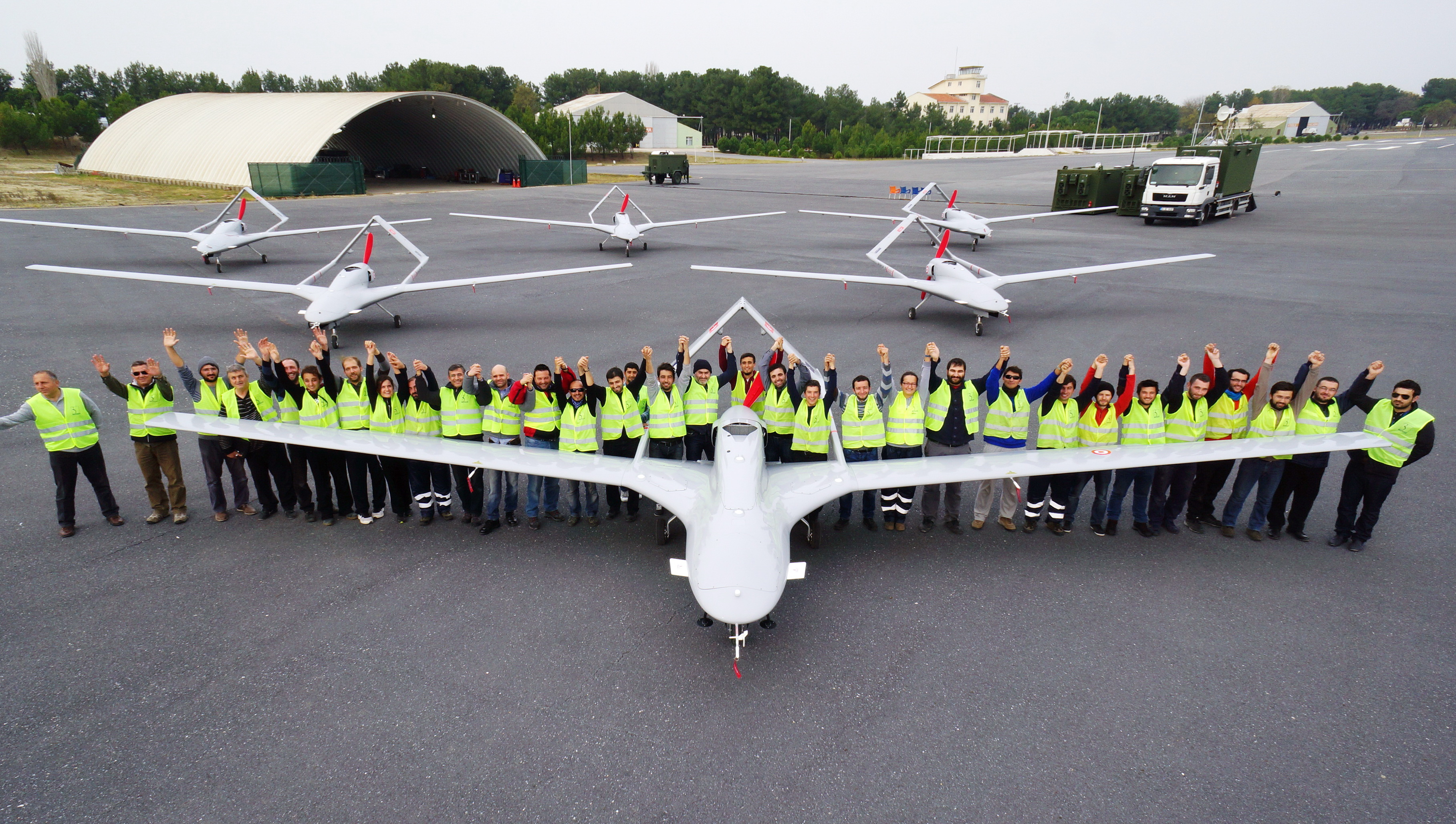
Команда розробників дрона Bayraktar TB2
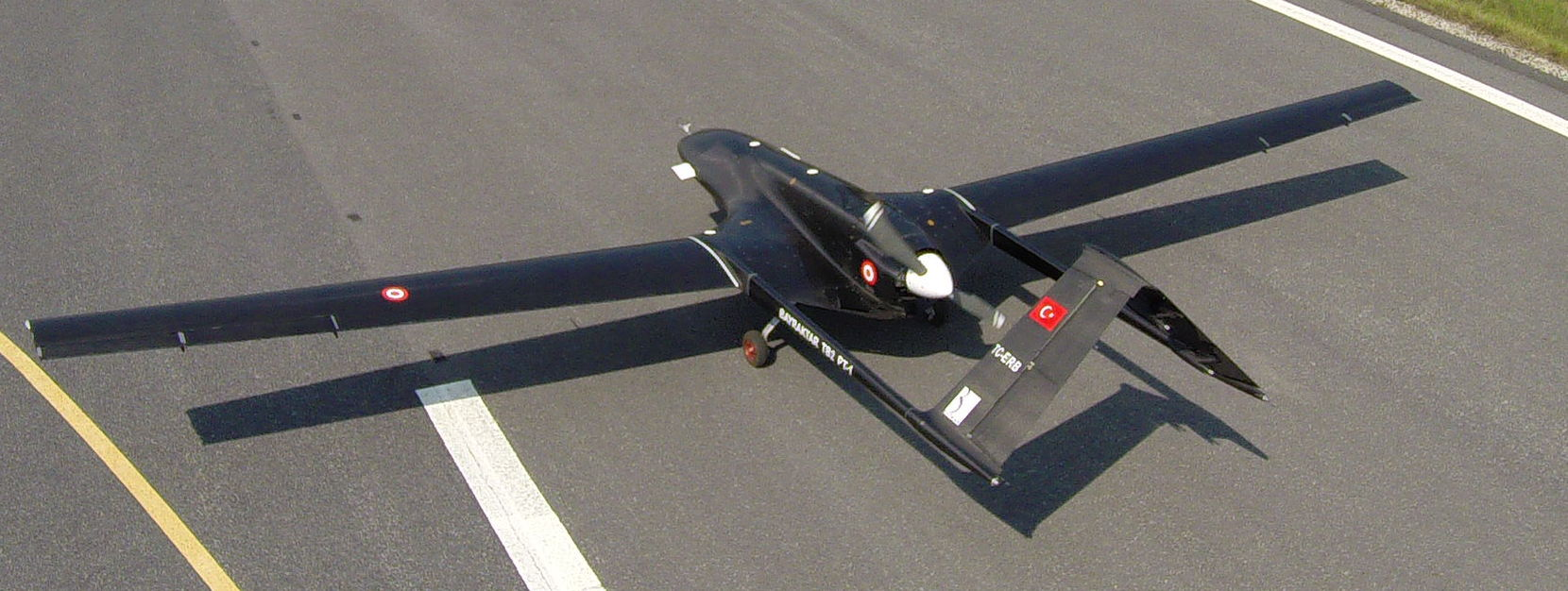
Bayraktar TB2
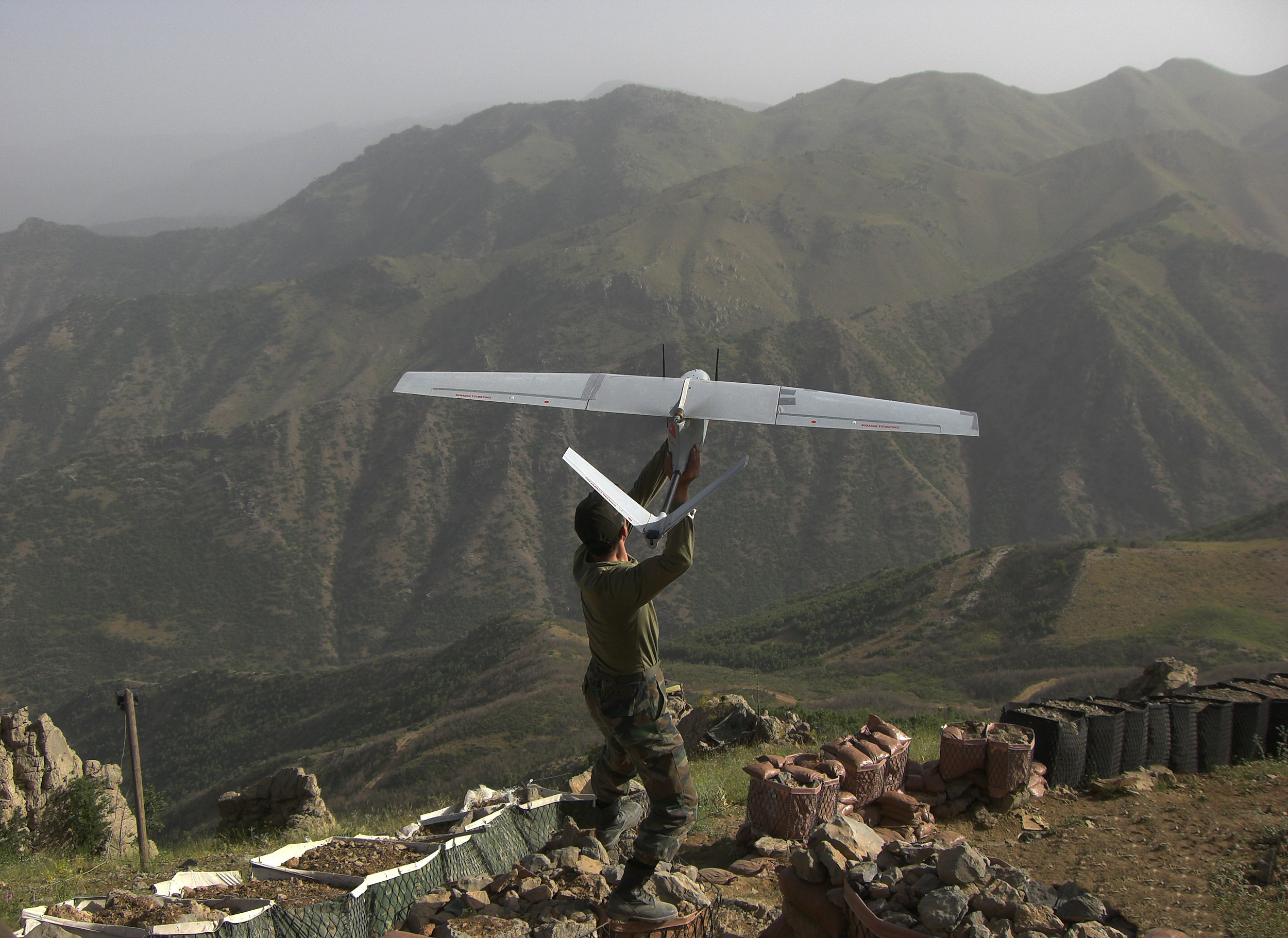
Запуск Bayraktar Mini UAV
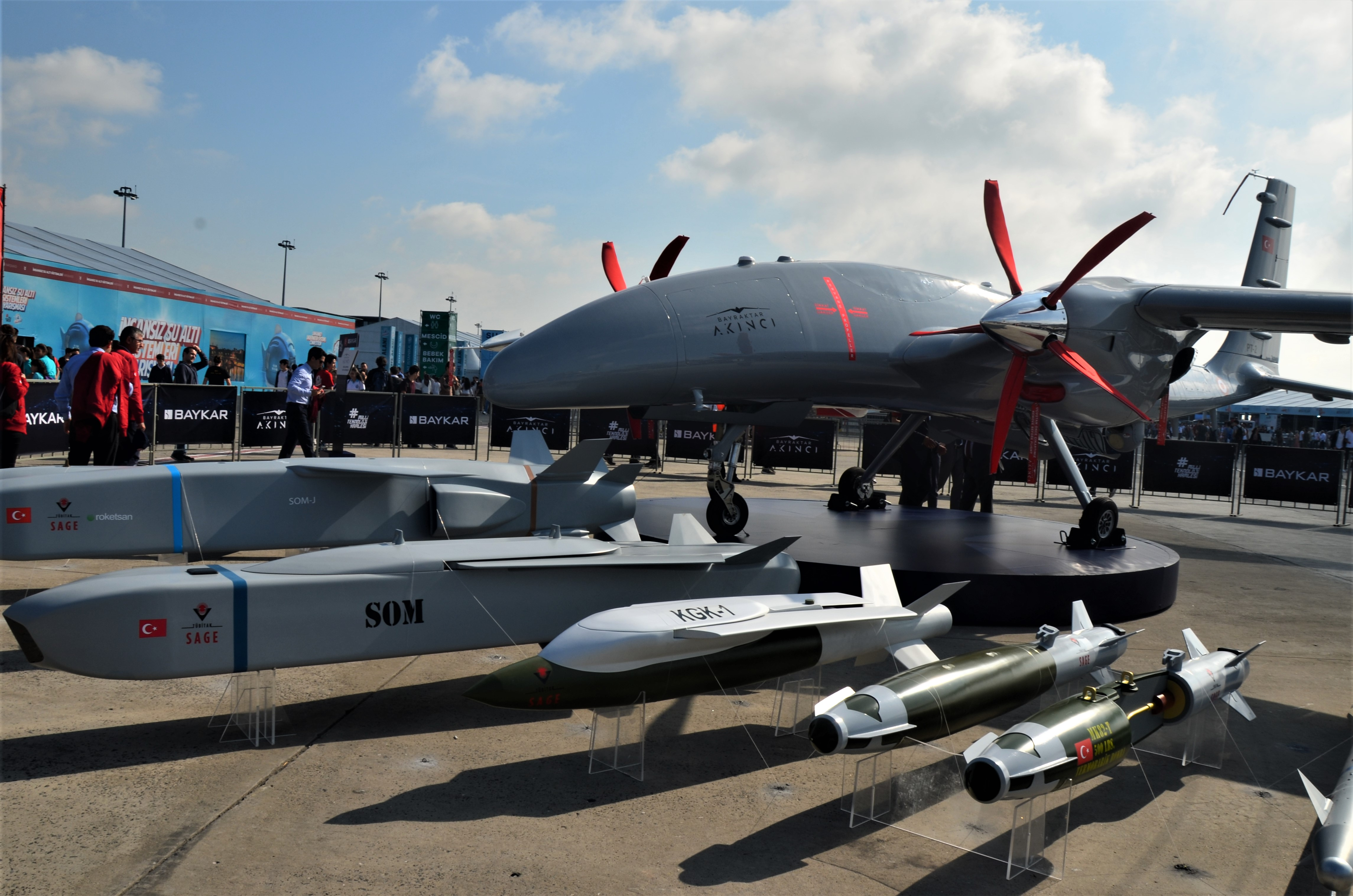
Bayraktar Akıncı на виставці Teknofest 2019
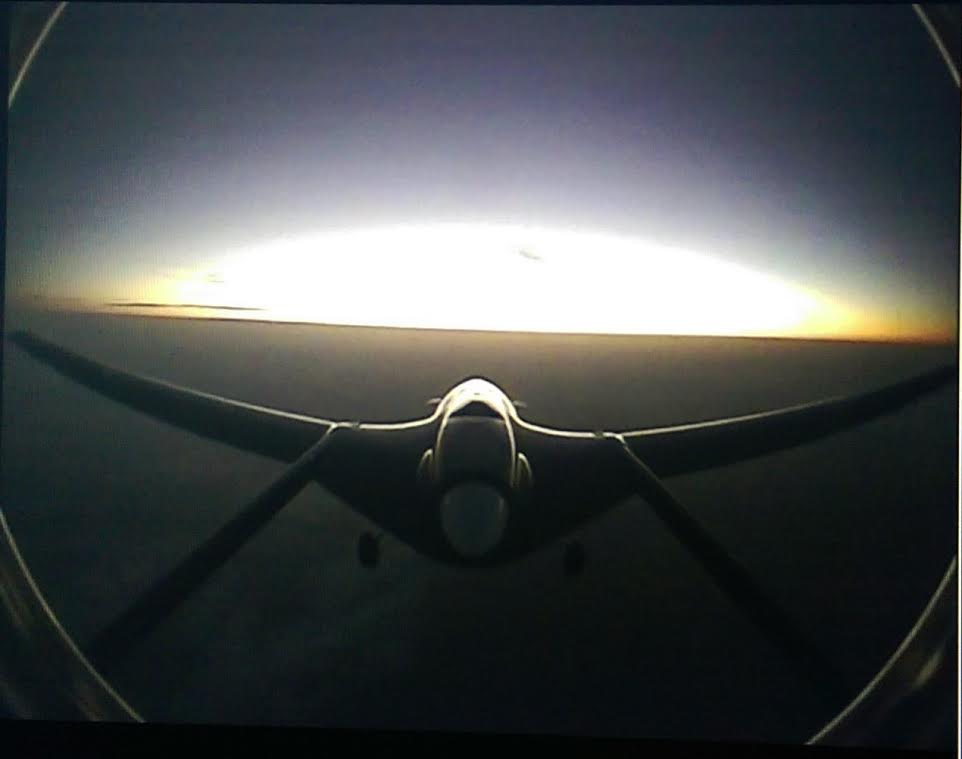
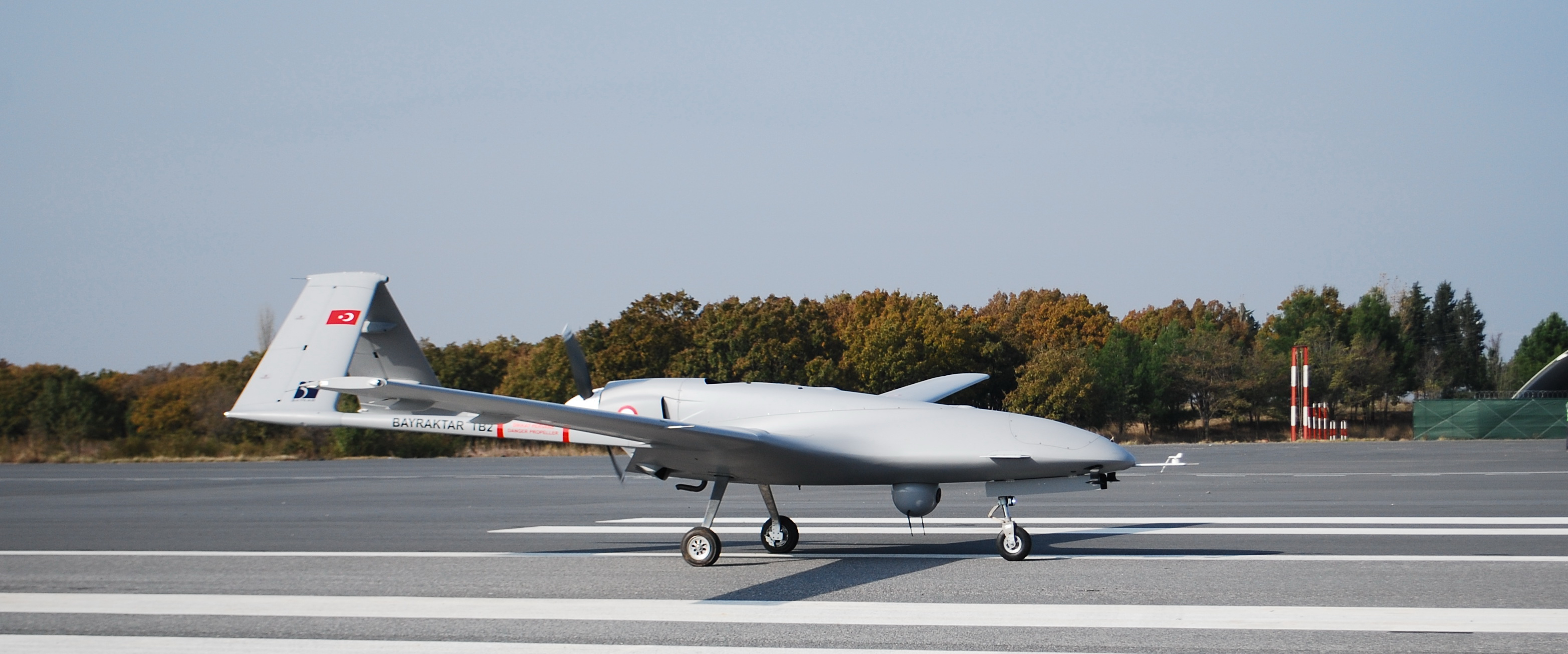
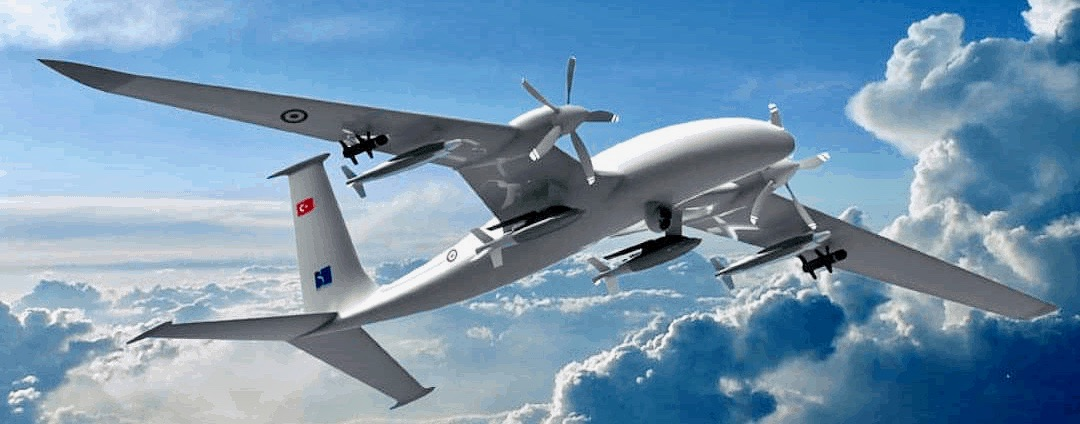
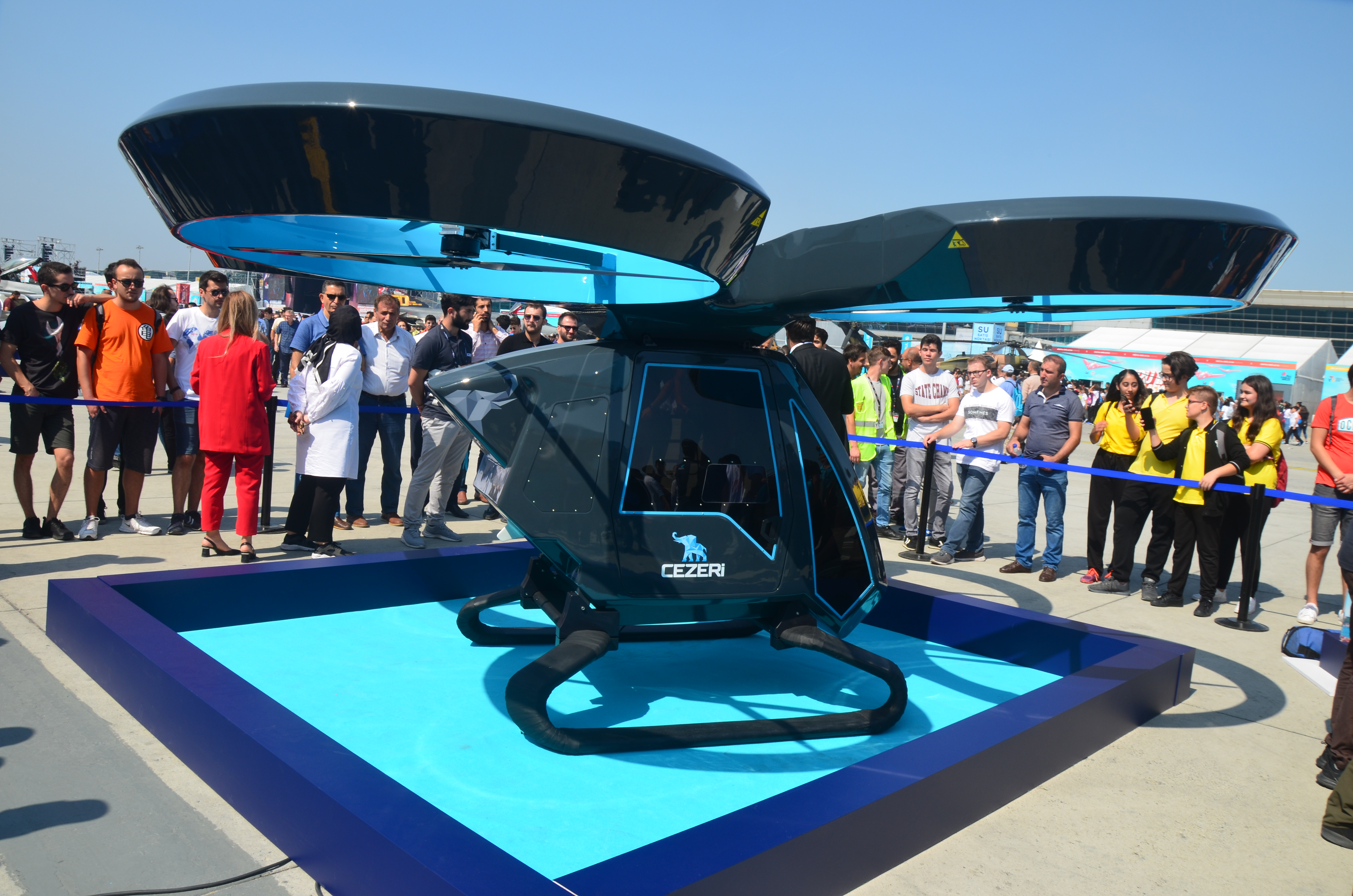